# 赤い葡萄畑
赤い葡萄畑（あかいぶどうばたけ、仏: La Vigne rouge、英: The Red Vineyard）は、1888年11月にフィンセント・ファン・ゴッホによって描かれた絵画。油彩。
フランス・アルルの葡萄畑で夕方に人々が農作業をする様子を描いた作品である。
この作品は、ゴッホが死去する5ヶ月前の1890年2月にベルギーのブリュッセルで行われた展覧会「20人会展」に出品され、ゴッホのアルル時代の友人でもあったベルギーの詩人のウジェーヌ・ボックの姉で女流画家のアンナ・ボックによって400フランで購入された。結果的に、この作品はゴッホの生前に売れた唯一の油彩画作品と言われている（他に売れた作品があるとする説もある）。
モスクワ・プーシキン美術館蔵。